# The Album (Basley Click)
The Album è un album in studio del gruppo musicale italiano Basley Click, pubblicato nel 2001 dalla Basley Records.

## Descrizione
L'album è l'unico pubblicato dal collettivo, al tempo composto da Fede dei Lyricalz, Fabri Fibra degli Uomini di Mare e Fritz da Cat come produttore. Appartenevano al collettivo anche i writer Dumbo e Shampo. Nel disco sono presenti diverse collaborazioni di rapper italiani come DJ Lugi e Turi, il cantante soul Al Castellana, l'MC Nesly Rice e il writer Seca Sek L300, il quale canta in Marziane arti marziali.
Il disco è stato registrato prevalentemente presso lo studio "Fortezza delle Scienze" di Bassi Maestro, a Milano.

## Tracce
1. Sei il nostro idolo – 4:53
2. E dire che tu (feat. Rachael Anne) – 4:25
3. Da parte mia (feat. DJ Lugi) – 4:44
4. Meglio così – 5:03
5. Non capisco (feat. Al Castellana) – 5:03
6. Per quel giorno – 4:07
7. Dico a voi (feat. Nesly Rice) – 3:25
8. Del gran coraggio – 3:04
9. ;-) – 1:39
10. Tanto vale dirselo – 3:40
11. Sei cavaliere? (feat. Turi) – 3:40
12. Marziane arti marziali (feat. Seca Sek L300) – 5:23
13. Come viene – 3:16
14. Che andamento assicuro (feat. Turi) – 4:07